# Michailou Dramé
Michailou Dramé est un footballeur malien, qui évolue au poste d'attaquant au Stade Gabésien en prêt du l'Étoile sportive du Sahel.

## Biographie
Après avoir évolué dans des centres de formation à Tunis, il est parti pour Sousse. Et c’est avec l’Espoir sportif de Hammam Sousse qu'il commence sa carrière. 
En 2010, il raille les espoirs de l'Étoile sportive du Sahel. Son excellent rendement lors des matchs de 
championnat tunisien ainsi que ses sorties convaincantes lors des matchs amicaux a poussé les dirigeants étoilés à le garder parmi l'effectif de l'équipe A et à prolonger son contrat jusqu'au 30 juin 2017.
Le 9 août 2014, il est prêté pour un an au Club saoudien Najran SC. Après une saison décevante ou il n'a joué qu'a 6 matchs , il fait son retour à Étoile sportive du Sahel.
Le 11 juillet 2015, le club décide de le prêter a l'Avenir sportif de la Marsa

## Palmarès
- Vainqueur de la Coupe de Tunisie en 2012 avec l'Étoile sportive du Sahel